# Riho Nakajima
Riho Nakajima (jap. 中島 理帆, Nakajima Riho; * 31. Januar 1978 in Ōsaka-Sayama) ist eine ehemalige japanische Synchronschwimmerin.

## Erfolge
Riho Nakajima nahm 1996 in Atlanta an den Olympischen Spielen mit der japanischen Equipe teil. Den Mannschaftswettkampf schloss sie zusammen mit Miho Takeda, Miya Tachibana, Akiko Kawase, Rei Jimbo, Miho Kawabe, Junko Tanaka, Raika Fujii und Kaori Takahashi mit einer Gesamtwertung von 97,753 Punkten auf dem dritten Platz ab, womit die Japanerinnen hinter den Mannschaften der Vereinigten Staaten, die mit 99,720 Punkten Olympiasieger wurden, und Kanadas, die mit 98,367 Punkten Silber erhielten, die Bronzemedaille gewannen. Dies war auch sogleich Nakajimas erster internationaler Erfolg. Bei den Weltmeisterschaften 1998 in Perth unterlagen die Japanerinnen in der Mannschaftskonkurrenz der russischen Mannschaft, die auf 99,667 Punkte kam, während die Japanerinnen 98,267 Punkte erreichten. Platz drei ging an die Mannschaft aus den Vereinigten Staaten mit 97,133 Punkten. Die Weltmeisterschaften waren Nakajimas letzter internationaler Wettkampf. Sie ging während ihrer Laufbahn für die Shitennōji-Universität an den Start, wo sie auch studierte.